# Rose-Marie Desruisseau
Rose-Marie Desruisseau (Puerto Príncipe, 30 de agosto de 1933 - 1988) fue una pintora haitiana.  Nacida en Puerto Príncipe, Desruisseau ganó numerosos premios en Haití por sus obras, que han sido expuestas en Senegal, Venezuela, Santo Domingo, Estados Unidos, Canadá y Martinica. Después de interesarse por el vudú en la década de 1960, Desruisseau comenzó a incluir temas de esta religión en su trabajo. Después de haber estudiado etnografía de 1967 a 1972, Desruisseau enseñó en la Academia de Bellas Artes en 1977. La pintura de Desruisseau Delivrance recibió el primer lugar del premio Jacques Roumain en 1974. Una de las pinturas de Rose-Marie también fue presentada en la revista Kalliope, A Journal of Women's Art.